# ارنستو تالیافری
ارنستو تالیافری (ایتالیایی: Ernesto Tagliaferri؛ ‏ ۱۸ نوامبر ۱۸۸۹ – ۳ ژوئن ۱۹۳۷) موسیقی‌دان و آهنگساز اهل پادشاهی ایتالیا بود.
از فیلم‌هایی که وی در ساخت موسیقی آنها نقش داشته‌است، می‌توان به شهر ترانه و شهر آوازه‌خوانی اشاره کرد.